# ديفيد برايتويل
ديفيد جون برايتويل (من مواليد 7 يناير 1971)،هو لاعب كرة قدم إنجليزي. محترف سابق لعب كمدافع من 1988 إلى 2002.
لعب بشكل ملحوظ كرة القدم في الدوري الإنجليزي الممتاز لمانشستر سيتي واستمر في اللعب في دوري كرة القدم لتشستر سيتي ولينكولن سيتي وستوك سيتي وبرادفورد سيتي وبلاكبول ونورثامبتون تاون وكارلايل يونايتد وهال سيتي ودارلينجتون.